# I'm a Kayak, hear me roar
I'm a Kayak, hear me roar es el 146to episodio de la séptima temporada de la serie de televisión norteamericana Gilmore Girls.

## Resumen del episodio
Lorelai va al apartamento de Rory y le comunica las noticias de su divorcio con Christopher; en la cena del viernes, Lorelai no tiene el valor de decirle a Emily que ya no está casada con Christopher, a lo que se suma además el pésimo estado de ánimo que tiene Richard debido a los constantes cuidados que Emily le está dando, tanto en la alimentación como en lo físico. Rory hace planes para darle una pequeña fiesta de cumpleaños a Logan, y además, ellos van a cenar con el padre de este, Mitchum, quien tiene bastante halagos hacia Rory, porque ha visto que su hijo ha cambiado bastante en el último año y se ha vuelto más responsable. Sin embargo, Logan recibe no muy buenas noticias de lo que es su negocio nuevo. Lorelai y Sookie van a la casa de los Gilmore para que ésta cocine lo adecuado para la dieta de Richard, en tanto que Lorelai y su madre se encargan de organizar los papeles de Richard. Ahí, Lorelai finalmente se arma de valor y le cuenta a su madre de su separación definitiva con Christopher. Y Liz y TJ se ven inundados de polillas en su casa, por lo que deben pasar unos días con su hija Doula al apartamento de Luke; durante su estancia los esposos Liz y TJ se ponen a hablar sobre Lorelai y Luke y la soledad de este.

## Curiosidades
- En Rory's birthday parties las chicas dijeron que en el cumpleaños número 8 de Rory la policía intervino en la fiesta y arrestó al payaso. ¿Cómo es posible que ahora no lo recordaran?
- ¿No es peligroso que Paris -que es tan cuidadosa como la conocemos- haya dejado sin llaves la puerta a las 6 a. m.?
- Antes de que las chicas dejen el jeep para buscar gasolina, la escena del fondo donde se ve la ruta es distinta a la que se venía viendo cuando el jeep se apagó. Además, en el parabrisas aparecen sombras de ramas de árboles que hasta el momento no estaban.

- Datos: Q5906693